# Pinguicula corsica
Pinguicula corsica este o specie de plante carnivore din genul Pinguicula, familia Lentibulariaceae, ordinul Lamiales, descrisă de Pierre Frédéric Bernard și Amp; Gren.. Conform Catalogue of Life specia Pinguicula corsica nu are subspecii cunoscute.